# ES Большого Пса
ES Большого Пса (лат. ES Canis Majoris) — двойная затменная переменная звезда типа Алголя (EA) в созвездии Большого Пса на расстоянии приблизительно 9279 световых лет (около 2845 парсеков) от Солнца. Видимая звёздная величина звезды — от +17,5m до +16m.